# Список депутатов Верховного совета Молдавской ССР XII созыва (1990—1994)
Первые парламентские выборы в современной Молдавии состоялись в апреле 1990 года. Тогда это был ещё Верховный совет Молдавской ССР, который 23 мая 1991 года был переименован в Парламент Республики Молдова. 83 % депутатов являлись членами компартии Молдавии. Часть их входила в Народный фронт. Итого члены Народного фронта обладали 25 % мандатов.
Осенью 1993 Аграрно-демократическая партия Молдовы, Движение за равноправие «Унитате-Единство» и формировавшаяся в то время Социалистическая партия Молдовы начали выступления за досрочный роспуск парламента. Фракциями «Согласие» и «Сельская жизнь» были собраны 176 депутатских подписей за роспуск. Следующие выборы были назначены на 27 февраля 1994.

### Резюме
Все 380 депутатов были избраны в одномандатных избирательных округах. Первое заседание парламента состоялось 17 апреля 1990.

### Список депутатов
| Имя, Фамилия            | Избирательный округ                                   | Профессия, деятельность                                                                                           |
| ----------------------- | ----------------------------------------------------- | --- |
| Георгий Амихалакиоае    | Кишинёв (округ № 1—65)                                | юрист, адвокат юридической консультации Ленинского района Кишинёва                                                |
| Николай Андронати       | Кишинёв (округ № 1—65)                                | инженер-электроник                                                                                                |
| Николай Андроник        | Кишинёв (округ № 1—65)                                | референт юридического отдела аппарата президиума Верховного Совета Молдавской ССР                                 |
| Ион Батку               | Кишинёв (округ № 1—65)                                | доцент Кишинёвского государственного медицинского института                                                       |
| Елена Бэлан             | Кишинёв (округ № 1—65)                                | заведующая Кишинёвской поликлиникой № 4                                                                           |
| Георгий Богданов        | Кишинёв (округ № 1—65)                                | заместитель начальника Управления гражданской авиации                                                             |
| Владимир Бондаренко     | Кишинёв (округ № 1—65)                                | директор Кишинёвского опытного завода гражданской авиации № 425                                                   |
| Георгий Кырлан          | Кишинёв (округ № 1—65)                                | судья Народного суда Октябрьского района Кишинёва                                                                 |
| Виталий Чорап           | Кишинёв (округ № 1—65)                                | экономист |
| Владлен Колесов         | Кишинёв (округ № 1—65)                                | военный, начальник штаба — первый заместитель главнокомандующего войск Юго-Западного направления                  |
| Валентин Колун          | Кишинёв (округ № 1—65)                                | начальник юридического отдела кишинёвского завода «Счётмаш»                                                       |
| Илья Кошану             | Кишинёв (округ № 1—65)                                | директор кишинёвской средней школы № 32                                                                           |
| Валентин Кунев          | Кишинёв (округ № 1—65)                                | первый заместитель председателя Кишинёвского городского исполнительного комитета                                  |
| Степан Куртев           | Кишинёв (округ № 1—65)                                | начальник ГАИ Октябрьского района Кишинёва                                                                        |
| Григорий Кушмаунса      | Кишинёв (округ № 1—65)                                | председатель ассоциации «Молдвинпром»                                                                             |
| Анатолий Давыдов        | Кишинёв (округ № 1—65)                                | начальник УВД Кишинёвского городского исполнительного комитета                                                    |
| Владимир Добря          | Кишинёв (округ № 1—65)                                | председатель Кишинёвского городского исполнительного комитета                                                     |
| Михай Гимпу             | Кишинёв (округ № 1—65)                                | юрист-консультант треста «Спецстроймеханизация»                                                                   |
| Александр Городниченко  | Кишинёв (округ № 1—65)                                | первый секретарь Кишинёвского районного комитета ЛКСММ                                                            |
| Семён Гуранда           | Кишинёв (округ № 1—65)                                | заместитель главного врача КОМК                                                                                   |
| Павел Гусак             | Кишинёв (округ № 1—65)                                | доцент Кишинёвского государственного медицинского института                                                       |
| Георгий Хиоарэ          | Кишинёв (округ № 1—65)                                | доцент Кишинёвского государственного университета имени В. И. Ленина                                              |
| Дмитрий Холбан          | Кишинёв (округ № 1—65)                                | профессор Кишинёвского сельскохозяйственного института имени М. В. Фрунзе                                         |
| Анатолий Иванов         | Кишинёв (округ № 1—65)                                | директор института «Moldproiectmobeli»                                                                            |
| Валентин Крылов         | Кишинёв (округ № 1—65)                                | военный инженер, главный инженер завода «Сигнал»                                                                  |
| Людмила Лащёнова        | Кишинёв (округ № 1—65)                                | первый секретарь Ленинского районного комитета Кишинёвского городского комитета КПМ                               |
| Валерий Лебедев         | Кишинёв (округ № 1—65)                                | научный сотрудник Академии наук Молдавской ССР                                                                    |
| Вячеслав Литвиненко     | Кишинёв (округ № 1—65)                                | директор кишинёвской средней школы № 8                                                                            |
| Анатолий Лисецкий       | Кишинёв (округ № 1—65)                                | заведующий кафедрой истории СССР Кишинёвского государственного университета имени В. И. Ленина                    |
| Владлен Лыюров          | Кишинёв (округ № 1—65)                                | заместитель председателя республиканского совета «Динамо»                                                         |
| Ион Мадан               | Кишинёв (округ № 1—65)                                | главный энергетик треста «Moldsviazistroi»                                                                        |
| Юрий Максюта            | Кишинёв (округ № 1—65)                                | председатель профсоюзного комитета кишинёвского завода «Счётмаш»                                                  |
| Светлана Мыслицкая      | Кишинёв (округ № 1—65)                                | председатель Советского районного исполнительного комитета Кишинёвского городского исполнительного комитета       |
| Николай Мисаил          | Кишинёв (округ № 1—65)                                | корреспондент газеты «Социалистическая Молдова»                                                                   |
| Андрей Морару           | Кишинёв (округ № 1—65)                                | директор ассоциации управления внешней торговли «Moldex»                                                          |
| Пётр Мунтян             | Кишинёв (округ № 1—65)                                | председатель Народного суда Днестровского района Кишинёва                                                         |
| Василий Недельчук       | Кишинёв (округ № 1—65)                                | инженер-электрик, доцент                                                                                          |
| Ион Негурэ              | Кишинёв (округ № 1—65)                                | заведующий кафедрой, педагог                                                                                      |
| Валентин Николаенко     | Кишинёв (округ № 1—65)                                | директор института «MoldGINTIz»                                                                                   |
| Виктор Никулин          | Кишинёв (округ № 1—65)                                | директор завода «Мезон»                                                                                           |
| Дмитрий Норок           | Кишинёв (округ № 1—65)                                | главный врач Кишинёвской городской больницы № 4                                                                   |
| Александр Охотников     | Кишинёв (округ № 1—65)                                | начальник отдела АНП «Молдовагидромаш»                                                                            |
| Ольга Ожога             | Кишинёв (округ № 1—65)                                | руководитель группы «MoldASUmebeli»                                                                               |
| Лариса Покатилова       | Кишинёв (округ № 1—65)                                | главный инженер института «Квант»                                                                                 |
| Евгений Попушой         | Кишинёв (округ № 1—65)                                | декан Кишинёвского государственного медицинского института                                                        |
| Ион Присэкару           | Кишинёв (округ № 1—65)                                | заведующий кафедрой Кишинёвского государственного медицинского института                                          |
| Александра Райю         | Кишинёв (округ № 1—65)                                | сварщик |
| Анатолий Русанов        | Кишинёв (округ № 1—65)                                | директор института «MoldNIIINTI»                                                                                  |
| Ион Русу                | Кишинёв (округ № 1—65)                                | инспектор отдела кадров Кишинёвской таможни                                                                       |
| Мирча Русу              | Кишинёв (округ № 1—65)                                | генеральный директор АНП «Молдовагидромаш»                                                                        |
| Андрей Сафонов          | Кишинёв (округ № 1—65)                                | учитель истории                                                                                                   |
| Владимир Солонарь       | Кишинёв (округ № 1—65)                                | педагог, кандидат исторических наук                                                                               |
| Иван Степаненко         | Кишинёв (округ № 1—65)                                | начальник управления «Мехремстройзапчасти»                                                                        |
| Пётр Шорников           | Кишинёв (округ № 1—65)                                | сотрудник Института истории Академии наук Молдавской ССР                                                          |
| Василий Шова            | Кишинёв (округ № 1—65)                                | первый секретарь районного комитета ЛКСММ                                                                         |
| Константин Тампиза      | Кишинёв (округ № 1—65)                                | заведующий отделом ЦК КПМ                                                                                         |
| Ион Тэнасе              | Кишинёв (округ № 1—65)                                | рабочий Кишинёвского завода пищевого оборудования                                                                 |
| Илья Тромбицкий         | Кишинёв (округ № 1—65)                                | биолог, доктор биологических наук, старший научный сотрудник Научно-исследовательского института рыбоводства      |
| Константин Цуркан       | Кишинёв (округ № 1—65)                                | главный врач Кишинёвской психиатрической больницы                                                                 |
| Ион Унгуряну            | Кишинёв (округ № 1—65)                                | юрист |
| Василий Урсу            | Кишинёв (округ № 1—65)                                | председатель Днестровского районного исполнительного комитета Кишинёвского городского исполнительного комитета    |
| Виталий Завгородний     | Кишинёв (округ № 1—65)                                | военный комиссар Октябрьского района Кишинёва                                                                     |
| Нет данных              | Кишинёв (округ № 1—65)                                | нет данных |
| Нет данных              | Кишинёв (округ № 1—65)                                | нет данных |
| Нет данных              | Кишинёв (округ № 1—65)                                | нет данных |
| Пётр Кимирчук           | Бельцы (округ № 66—78)                                | хирург-травматолог, главный врач Бельцкой городской больницы № 1                                                  |
| Анатолий Коноплин       | Бельцы (округ № 66—78)                                | начальник сектора НИИ «РИФ» производственного объединения «Ленин»                                                 |
| Валерий Егоров          | Бельцы (округ № 66—78)                                | мастер-контролёр производственного объединения «Ленин»                                                            |
| Василий Иовв            | Бельцы (округ № 66—78)                                | первый секретарь Бельцкого городского комитета КПМ                                                                |
| Владимир Юзвенко        | Бельцы (округ № 66—78)                                | механик-техник локомотивов, инженер путей сообщения, начальник локомотивного депо                                 |
| Валентин Лещинский      | Бельцы (округ № 66—78)                                | постоянный представитель Молдавской ССР при Совете министров СССР                                                 |
| Виктор Морев            | Бельцы (округ № 66—78)                                | председатель Бельцкого городского исполнительного комитета                                                        |
| Дмитрий Пэлэрие         | Бельцы (округ № 66—78)                                | секретарь Бельцкого городского комитета КПМ                                                                       |
| Виталий Притула         | Бельцы (округ № 66—78)                                | второй секретарь Бельцкого городского комитета КПМ                                                                |
| Валерий Сержант         | Бельцы (округ № 66—78)                                | начальник отдела виз и регистрации иностранных граждан Бельц                                                      |
| Михаил Шабарчин         | Бельцы (округ № 66—78)                                | начальник управления «Молдавтопромторг»                                                                           |
| Фёдор Златов            | Бельцы (округ № 66—78)                                | начальник отдела производственного объединения «Ленин»                                                            |
| Михай Мишуманский       | Бельцы (округ № 66—78)                                | генеральный директор ассоциации «Молдтопливо»                                                                     |
| Михаил Катков           | Бендеры (округ № 79—90)                               | начальник политотдела в/ч 33867                                                                                   |
| Анатолий Колегин        | Бендеры (округ № 79—90)                               | начальник Бендерского строительного треста                                                                        |
| Александр Ефанов        | Бендеры (округ № 79—90)                               | бригадир Бендерского железобетонного завода № 3                                                                   |
| Данил Матчин            | Бендеры (округ № 79—90)                               | директор совхоза «Бендеры»                                                                                        |
| Константин Новодережкин | Бендеры (округ № 79—90)                               | генеральный директор аграрно-производственной фирмы «Варница»                                                     |
| Гимн Пологов            | Бендеры (округ № 79—90)                               | директор предприятия «Электрофарфор»                                                                              |
| Павел Цымай             | Бендеры (округ № 79—90)                               | первый секретарь Бендерского городского комитета КПМ                                                              |
| Анатолий Цуркану        | Бендеры (округ № 79—90)                               | председатель Бендерского городского исполнительного комитета                                                      |
| Людмила Сильченко       | Бендеры (округ № 79—90)                               | директор Бендерского шёлкового комбината имени В. И. Ленина                                                       |
| Пётр Волков             | Бендеры (округ № 79—90)                               | директор автотранспортного предприятия «Бендертранс»                                                              |
| Григорий Воловой        | Бендеры (округ № 79—90)                               | секретарь партбюро Бендерского опытно-экспериментального ремонтного завода                                        |
| Олег 3апольский         | Бендеры (округ № 79—90)                               | председатель Бендерского городского совета ветеранов                                                              |
| Валентина Подгорная     | Дубоссары (округ № 91—93)                             | директор фабрики «Швейная»                                                                                        |
| Виктор Дюкарев          | Дубоссары (округ № 91—93)                             | главный зоотехник АНП «Молдптицепром»                                                                             |
| Ион Цуркан              | Дубоссары (округ № 91—93)                             | председатель «Конструктор»                                                                                        |
| Михаил Гусликов         | Кагул (округ № 94—96)                                 | директор кагульского треста «Агропромгражданстрой»                                                                |
| Георгий Чобану          | Кагул (округ № 94—96)                                 | директор совхоза села Бороганы                                                                                    |
| Вальдемар Чирт          | Кагул (округ № 94—96)                                 | генеральный директор АП «Минместпромбыт»                                                                          |
| Ион Боршевич            | Оргеев (округ № 97—99)                                | ректор Молдавского государственного педагогического института имени Иона Крянгэ                                   |
| Владимир Дарий          | Оргеев (округ № 97—99)                                | начальник отдела пропаганды и агитации Оргеевского районного комитета КПМ                                         |
| Василий Шевченко        | Оргеев (округ № 97—99)                                | председатель Оргеевского городского исполнительного комитета                                                      |
| Борис Акулов            | Рыбница (округ № 100—104)                             | начальник отдела Рыбницкого цементного комбината                                                                  |
| Юрий Атаманенко         | Рыбница (округ № 100—104)                             | инженер Рыбницкого ДКД № 14                                                                                       |
| Анатолий Белитченко     | Рыбница (округ № 100—104)                             | директор Молдавского металлургического завода                                                                     |
| Николай Богданов        | Рыбница (округ № 100—104)                             | главный инженер Молдавского металлургического завода                                                              |
| Надежда Чегурко         | Рыбница (округ № 100—104)                             | швея Рыбницкого швейного завода                                                                                   |
| Андрей Баштовой         | Сороки (округ № 105—107)                              | инженер-электронщик                                                                                               |
| Анатолий Кишнер         | Сороки (округ № 105—107)                              | председатель Сорокского районного исполнительного комитета                                                        |
| Юрий Тимошенко          | Сороки (округ № 105—107)                              | генеральный директор Сорокского технологического завода                                                           |
| Виктор Арестов          | Тирасполь (округ № 108—125)                           | главный врач стоматологической поликлиники                                                                        |
| Геннадий Яковлев        | Тирасполь (округ № 108—125)                           | нет данных |
| Анатолий Большаков      | Тирасполь (округ № 108—125)                           | генеральный директор производственного объединения «Точлитмаш»                                                    |
| Валентин Чичин          | Тирасполь (округ № 108—125)                           | генеральный директор АНП «Днестр»                                                                                 |
| Виктор Константинов     | Тирасполь (округ № 108—125)                           | председатель Тираспольского городского исполнительного комитета                                                   |
| Владимир Емельянов      | Тирасполь (округ № 108—125)                           | слесарь завода «Литмаш»                                                                                           |
| Виталий Глебов          | Тирасполь (округ № 108—125)                           | секретарь Тираспольского районного комитета КПМ                                                                   |
| Андрей Манойлов         | Тирасполь (округ № 108—125)                           | водитель ПО «Тираспольтранс»                                                                                      |
| Александр Морозов       | Тирасполь (округ № 108—125)                           | заместитель секретаря партийного комитета Молдавской ГРЭС                                                         |
| Вилор Ордин             | Тирасполь (округ № 108—125)                           | директор Тираспольского производственного хлопчатобумажного объединения                                           |
| Вениамин Поташев        | Тирасполь (округ № 108—125)                           | лаборант Тираспольского авторефрижераторного завода                                                               |
| Евгений Пушняк          | Тирасполь (округ № 108—125)                           | директор завода металлолитографии                                                                                 |
| Владимир Рыляков        | Тирасполь (округ № 108—125)                           | начальник производства завода электрических машин «Электромаш»                                                    |
| Николай Рюмин           | Тирасполь (округ № 108—125)                           | начальник Тираспольского строительного управления № 29                                                            |
| Игорь Смирнов           | Тирасполь (округ № 108—125)                           | председатель Тираспольского городского совета народных депутатов                                                  |
| Леонид Цуркан           | Тирасполь (округ № 108—125)                           | первый секретарь Тираспольского городского комитета КПМ                                                           |
| Анна Волкова            | Тирасполь (округ № 108—125)                           | доцент Тираспольского государственного педагогического института                                                  |
| Пётр Заложков           | Тирасполь (округ № 108—125)                           | бригадир завода «Литмаш»                                                                                          |
| Степан Богаченко        | Унгены (округ № 126—128)                              | первый секретарь Унгенского городского комитета КПМ                                                               |
| Василий Пара            | Унгены (округ № 126—128)                              | главный инженер Унгенского комбината молочных продуктов                                                           |
| Василий Шоймару         | Унгены (округ № 126—128)                              | доцент Кишинёвского государственного университета имени В. И. Ленина                                              |
| Юрий Герасимов          | Бессарабский район (округ № 129—132)                  | начальник Молдавской железной дороги                                                                              |
| Фёдор Маринов           | Бессарабский район (округ № 129—132)                  | учитель средней школы села Авдарма                                                                                |
| Алеку Реницэ            | Бессарабский район (округ № 129—132)                  | начальник отдела публицистики газеты «Литература и искусство»                                                     |
| Пётр Тэрыцэ             | Бессарабский район (округ № 129—132)                  | председатель колхоза села Садаклия                                                                                |
| Валерий Булгарь         | Бричанский район (округ № 133—140)                    | председатель Бричанского районного исполнительного комитета                                                       |
| Василий Кожокару        | председатель колхоза села Дрепкауцы                   | |
| Владимир Гудумак        | первый секретарь Бричанского районного комитета КПМ   | |
| Пётр Лучинский          | первый секретарь Центрального комитета КПМ            | |
| Ион Пэдурец             | председатель колхоза села Ширеуцы                     | |
| Ион Скутару             | председатель колхоза села Баласинешты                 | |
| Анатолий Симак          | начальник Бричанского районного отдела внутренних дел | |
| Михай Волошин           | председатель Ассоциации строительной промышленности   | |
| Ион Еремия              | Вулканештский район (округ № 141—144)                 | учитель средней школы села Колибашь                                                                               |
| Георгий Калчиу          | Вулканештский район (округ № 141—144)                 | нет данных |
| Виталий Устрой          | Вулканештский район (округ № 141—144)                 | генеральный директор «Valeologia»                                                                                 |
| Василий Водэ            | Вулканештский район (округ № 141—144)                 | первый секретарь Вулканештского районного комитета КПМ                                                            |
| Константин Богдан       | Глодянский район (округ № 146—151)                    | председатель колхоза села Кажба                                                                                   |
| Юрий Зиновьев           | Глодянский район (округ № 146—151)                    | председатель «Агропромстрой»                                                                                      |
| Ион Бутнару             | Глодянский район (округ № 146—151)                    | филолог |
| Ион Мэржиняну           | Глодянский район (округ № 146—151)                    | учитель средней школы села Старые Фундуры                                                                         |
| Михаил Пласичук         | Глодянский район (округ № 146—151)                    | заместитель председателя Глодянского районного Совета                                                             |
| Аурел Сауля             | Глодянский район (округ № 146—151)                    | преподаватель Кишинёвского государственного медицинского института                                                |
| Пётр Карауш             | Григориопольский район (округ № 152—156)              | секретарь партийного комитета села Малаешты                                                                       |
| Теодор Евтодьев         | Григориопольский район (округ № 152—156)              | председатель колхоза села Спея                                                                                    |
| Пётр Поян               | Григориопольский район (округ № 152—156)              | первый секретарь Григориопольского районного комитета КПМ                                                         |
| Степан Плацында         | Григориопольский район (округ № 152—156)              | председатель колхоза                                                                                              |
| Иван Цынник             | Григориопольский район (округ № 152—156)              | директор совхоза села Глиное                                                                                      |
| Ананий Бадан            | Дондюшанский район (округ № 157—163)                  | первый секретарь Дондюшанского районного комитета КПМ                                                             |
| Тудор Панцыру           | Дондюшанский район (округ № 157—163)                  | председатель Народного суда Фрунзенского района Кишинёва                                                          |
| Виталий Знагован        | Дондюшанский район (округ № 157—163)                  | нет данных |
| Пётр Бодорин            | Дондюшанский район (округ № 157—163)                  | председатель колхоза села Тырново                                                                                 |
| Борис Карандюк          | Дондюшанский район (округ № 157—163)                  | директор предприятия «Север—Запад»                                                                                |
| Эмиль Мазуряк           | Дондюшанский район (округ № 157—163)                  | председатель колхоза села Чернолёвка                                                                              |
| Виктор Пушкаш           | Дондюшанский район (округ № 157—163)                  | заместитель председателя президиума Верховного Совета Молдавской ССР                                              |
| Георгий Беличук         | Дрокиевский район (округ № 164—171)                   | первый секретарь Дрокиевского районного комитета КПМ                                                              |
| Ион Буга                | Дрокиевский район (округ № 164—171)                   | преподаватель истории Кишинёвского государственного университета имени В. И. Ленина                               |
| Михай Гаджиу            | Дрокиевский район (округ № 164—171)                   | председатель колхоза села Грибова                                                                                 |
| Валериан Герман         | Дрокиевский район (округ № 164—171)                   | председатель колхоза села Дрокия                                                                                  |
| Ион Григораш            | Дрокиевский район (округ № 164—171)                   | священник |
| Лидия Истрати           | Дрокиевский район (округ № 164—171)                   | директор музея литературы Дмитрия Кантемира                                                                       |
| Пётр Лупашку            | Дрокиевский район (округ № 164—171)                   | председатель колхоза села Шуры                                                                                    |
| Дмитрий Постован        | Дрокиевский район (округ № 164—171)                   | председатель колхоза «Борис Главан»                                                                               |
| Пётр Брашовяну          | Дубоссарский район (округ № 172—175)                  | председатель колхоза села Моловата                                                                                |
| Ион Мицкул              | Дубоссарский район (округ № 172—175)                  | председатель Дубоссарского районного исполнительного комитета                                                     |
| Борис Пэлэрие           | Дубоссарский район (округ № 172—175)                  | первый секретарь Дубоссарского районного комитета КПМ                                                             |
| Сергей Попа             | Дубоссарский район (округ № 172—175)                  | председатель Дубоссарского районного Совета народных депутатов                                                    |
| Георгий Чорба           | Единецкий район (округ № 176—183)                     | первый секретарь Единецкого районного комитета КПМ                                                                |
| Сергей Кощеев           | Единецкий район (округ № 176—183)                     | директор шахты «Калининск»                                                                                        |
| Валентин Долганюк       | Единецкий район (округ № 176—183)                     | инженер-механик села Зэбричень                                                                                    |
| Анатолий Иванов         | Единецкий район (округ № 176—183)                     | директор Ассоциации строительства станков                                                                         |
| Василий Нестор          | Единецкий район (округ № 176—183)                     | председатель колхоза                                                                                              |
| Пётр Поятэ              | Единецкий район (округ № 176—183)                     | начальник отдела писем районной газеты «Ленинец»                                                                  |
| Дмитрий Пунтя           | Единецкий район (округ № 176—183)                     | председатель колхоза села Бурланешты                                                                              |
| Анатолий Зеленский      | Единецкий район (округ № 176—183)                     | директор Единецкого совхоза-техникума зоотехники                                                                  |
| Александр Арсени        | Кагульский район (округ № 184—187)                    | чиновник Жилищного управления Кишинёва                                                                            |
| Григорий Братунов       | Кагульский район (округ № 184—187)                    | председатель Кагульского районного исполнительного комитета                                                       |
| Ион Палий               | Кагульский район (округ № 184—187)                    | первый секретарь Кагульского районного комитета КПМ                                                               |
| Николай Тодос           | Кагульский район (округ № 184—187)                    | директор совхоза села Верхний Андруш                                                                              |
| Теодор Бобеску          | Каларашский район (округ № 188—194)                   | директор совхоза                                                                                                  |
| Александр Буруян        | Каларашский район (округ № 188—194)                   | преподаватель Института марксизма-ленинизма при КПМ                                                               |
| Пётр Катерев            | Каларашский район (округ № 188—194)                   | заведующий хирургическим отделением Каларашской районной больницы                                                 |
| Симион Гургиш           | Каларашский район (округ № 188—194)                   | директор совхоза села Питушка                                                                                     |
| Штефан Маймеску         | Каларашский район (округ № 188—194)                   | корреспондент Гостелерадио Молдавской ССР                                                                         |
| Ион Мунтяну             | Каларашский район (округ № 188—194)                   | директор средней школы села Вэлчинец                                                                              |
| Тудор Олару             | Каларашский район (округ № 188—194)                   | первый секретарь Каларашского районного комитета КПМ                                                              |
| Александр Бут           | Каменский район (округ № 195—200)                     | редактор газеты «Днестр»                                                                                          |
| Владимир Карауш         | Каменский район (округ № 195—200)                     | председатель колхоза «Патрия» села Верхние Кугурешты                                                              |
| Павел Дубэларь          | Каменский район (округ № 195—200)                     | первый секретарь Каменского районного комитета КПМ                                                                |
| Григорий Евстратий      | Каменский район (округ № 195—200)                     | председатель колхоза «Путь Ленина» села Хрустовая                                                                 |
| Георгий Гросу           | Каменский район (округ № 195—200)                     | председатель колхоза села Кунича                                                                                  |
| Михай Попович           | Каменский район (округ № 195—200)                     | руководитель Республиканского диагностического центра                                                             |
| Кэлин Ботикэ            | Кантемирский район (округ № 201—205)                  | директор совхоза села Готешты                                                                                     |
| Андрей Кабак            | Кантемирский район (округ № 201—205)                  | хирург, преподаватель Кишинёвского государственного медицинского института                                        |
| Ион Нягу                | Кантемирский район (округ № 201—205)                  | секретарь Кантемирского районного комитета КПМ                                                                    |
| Валерий Обрежа          | Кантемирский район (округ № 201—205)                  | агроном села Викторовка                                                                                           |
| Пантелей Пырван         | Кантемирский район (округ № 201—205)                  | председатель совета депутатов села Баймаклия                                                                      |
| Сергей Киркэ            | Каушанский район (округ № 206—211)                    | заведующий кафедрой экономики Кишинёвского государственного университета имени В. И. Ленина                       |
| Ион Кожокарь            | Каушанский район (округ № 206—211)                    | председатель крестьянско-фермерского хозяйства «Каушаны»                                                          |
| Григорий Желиховский    | Каушанский район (округ № 206—211)                    | протоиерей |
| Георгий Мазилу          | Каушанский район (округ № 206—211)                    | литературный критик журнала «Nistru»                                                                              |
| Евгений Пыслару         | Каушанский район (округ № 206—211)                    | первый секретарь Каушанского районного комитета КПМ                                                               |
| Ион Унгуряну            | Каушанский район (округ № 206—211)                    | режиссёр Театра Советской армии                                                                                   |
| Константин Капсамун     | Комратский район (округ № 212—217)                    | председатель колхоза села Дезгинжа                                                                                |
| Иван Киор               | Комратский район (округ № 212—217)                    | председатель колхоза села Бешалма                                                                                 |
| Гаврил Франгу           | Комратский район (округ № 212—217)                    | председатель колхоза села Конгаз                                                                                  |
| Михаил Кендигелян       | Комратский район (округ № 212—217)                    | учитель Комратской средней школы № 1                                                                              |
| Константин Таушанжи     | Комратский район (округ № 212—217)                    | председатель Комратского районного Совета народных депутатов                                                      |
| Степан Топал            | Комратский район (округ № 212—217)                    | инженер-конструктор                                                                                               |
| Владимир Бешлягэ        | Котовский район (округ № 218—226)                     | писатель |
| Ион Чунту               | Котовский район (округ № 218—226)                     | священник |
| Дмитрий Крецу           | Котовский район (округ № 218—226)                     | председатель колхоза села Карпинены                                                                               |
| Михаил Димитриу         | Котовский район (округ № 218—226)                     | заместитель директора Котовского ПТУ № 88                                                                         |
| Валентин Лефтер         | Котовский район (округ № 218—226)                     | первый секретарь Котовского районного комитета КПМ                                                                |
| Якоб Негру              | Котовский район (округ № 218—226)                     | председатель колхоза села Сарата-Галбенэ                                                                          |
| Василий Сажин           | Котовский район (округ № 218—226)                     | учитель средней школы села Логанешты                                                                              |
| Константин Тэнасе       | Котовский район (округ № 218—226)                     | филолог, журналист                                                                                                |
| Георгий Трестяну        | Котовский район (округ № 218—226)                     | директор совхоза «Лапушна»                                                                                        |
| Ион Кирияк              | Криулянский район (округ № 227—233)                   | председатель колхоза села Большой Хыртоп                                                                          |
| Георгий Гимпу           | Криулянский район (округ № 227—233)                   | секретарь Народного фронта Молдовы                                                                                |
| Ион Новак               | Криулянский район (округ № 227—233)                   | председатель Криулянского районного Совета народных депутатов                                                     |
| Анатолий Плугару        | Криулянский район (округ № 227—233)                   | заместитель директора Молдова-фильм                                                                               |
| Иван Попов              | Криулянский район (округ № 227—233)                   | председатель Криулянского районного комитета КПМ                                                                  |
| Дмитрий Постован        | Криулянский район (округ № 227—233)                   | заместитель прокурора Молдавской ССР                                                                              |
| Виктор Берлинский       | Криулянский район (округ № 227—233)                   | председатель Народного суда Советского района Кишинёва                                                            |
| Николай Дабижа          | Кайнарский район (округ № 234—237)                    | главный редактор газеты «Литература и искусство»                                                                  |
| Василий Ватаману        | Кайнарский район (округ № 234—237)                    | заместитель главного редактора газеты «Прогресс»                                                                  |
| Ион Паланчикэ           | Кайнарский район (округ № 234—237)                    | первый секретарь Кайнарского районного комитета КПМ                                                               |
| Андрей Цуркану          | Кайнарский район (округ № 234—237)                    | научный сотрудник Института языка и литературы Академии наук Молдавской ССР                                       |
| Владимир Агаки          | Лазовский район (округ № 238—245)                     | председатель колхоза села Пепены                                                                                  |
| Михай Друцэ             | Лазовский район (округ № 238—245)                     | преподаватель истории                                                                                             |
| Дмитрий Гросу           | Лазовский район (округ № 238—245)                     | инженер-конструктор села Циплешты                                                                                 |
| Ион Хадыркэ             | Лазовский район (округ № 238—245)                     | секретарь правления Союза писателей Молдавской ССР                                                                |
| Павел Лупаческу         | Лазовский район (округ № 238—245)                     | директор животноводческого комплекса села Новые Сынджереи                                                         |
| Спиридон Мартынюк       | Лазовский район (округ № 238—245)                     | второй секретарь Лазовского районного комитета КПМ                                                                |
| Николай Морару          | Лазовский район (округ № 238—245)                     | председатель колхоза                                                                                              |
| Николай Олейник         | Лазовский район (округ № 238—245)                     | председатель Лазовского районного исполнительного комитета                                                        |
| Павел Беженуцэ          | Леовский район (округ № 246—249)                      | начальник Леовского районного отдела образования                                                                  |
| Валерий Матей           | Леовский район (округ № 246—249)                      | представитель Союза писателей Молдавской ССР при Союзе писателей СССР                                             |
| Андрей Дьякону          | Леовский район (округ № 246—249)                      | первый секретарь Леовского районного комитета КПМ                                                                 |
| Марин Белеуцэ           | Леовский район (округ № 246—249)                      | заместитель председателя Леовского районного исполнительного комитета                                             |
| Михай Чорич             | Ниспоренский район (округ № 250—256)                  | первый секретарь Ниспоренского районного комитета КПМ                                                             |
| Илларион Гуйдя          | Ниспоренский район (округ № 250—256)                  | председатель крестьянско-фермерского хозяйства «Варзарешты»                                                       |
| Михай Лазэр             | Ниспоренский район (округ № 250—256)                  | председатель колхоза                                                                                              |
| Георгий Скутару         | Ниспоренский район (округ № 250—256)                  | председатель колхоза села Милешты                                                                                 |
| Михай Скутару           | Ниспоренский район (округ № 250—256)                  | председатель колхоза села Милешты                                                                                 |
| Мирча Снегур            | Ниспоренский район (округ № 250—256)                  | председатель президиума Верховного Совета Молдавской ССР                                                          |
| Ион Таку                | Ниспоренский район (округ № 250—256)                  | председатель колхоза села Чучулены                                                                                |
| Лидия Дикусар           | Новоаненский район (округ № 257—263)                  | рабочая Тираспольского хлопкового комбината                                                                       |
| Валентин Оглиндэ        | Новоаненский район (округ № 257—263)                  | председатель сельского совета села Мерены                                                                         |
| Савва Платон            | Новоаненский район (округ № 257—263)                  | начальник отдела Новоаненского районного совета                                                                   |
| Анатолий Попушой        | Новоаненский район (округ № 257—263)                  | агроном |
| Александр Снегур        | Новоаненский район (округ № 257—263)                  | директор совхоза села Спея                                                                                        |
| Анатол Цуркану          | Новоаненский район (округ № 257—263)                  | председатель ассоциации «Молдхлебпродукт»                                                                         |
| Серафим Урекян          | Новоаненский район (округ № 257—263)                  | председатель Новоаненского районного исполнительного комитета                                                     |
| Григорий Кушнир         | Окницкий район (округ № 264—270)                      | сотрудник ЦК КПМ                                                                                                  |
| Сергей Фандофан         | Окницкий район (округ № 264—270)                      | начальник управления «Агропромсоюз»                                                                               |
| Василий Гудыма          | Окницкий район (округ № 264—270)                      | председатель колхоза села Ленкауцы                                                                                |
| Ион Гуцу                | Окницкий район (округ № 264—270)                      | председатель Окницкого районного исполнительного комитета                                                         |
| Ион Мереуцэ             | Окницкий район (округ № 264—270)                      | заместитель главного врача Окницкой районной больницы                                                             |
| Георгий Рэдукан         | Окницкий район (округ № 264—270)                      | директор Окницкого ПТУ № 29                                                                                       |
| Николай Стадинчук       | Окницкий район (округ № 264—270)                      | первый секретарь Окницкого районного комитета КПМ                                                                 |
| Дмитрий Черней          | Оргеевский район (округ № 271—278)                    | председатель колхоза села Булаешты                                                                                |
| Константин Куля         | Оргеевский район (округ № 271—278)                    | директор совхоза села Иванча                                                                                      |
| Николай Доменти         | Оргеевский район (округ № 271—278)                    | первый секретарь Оргеевского районного комитета КПМ                                                               |
| Теодор Макринич         | Оргеевский район (округ № 271—278)                    | председатель колхоза села Биешты                                                                                  |
| Василий Пасанюк         | Оргеевский район (округ № 271—278)                    | директор АМТ |
| Влад Паскару            | Оргеевский район (округ № 271—278)                    | главный редактор газеты «Оргеевский край»                                                                         |
| Ион Попа                | Оргеевский район (округ № 271—278)                    | директор совхоза села Гетлово                                                                                     |
| Василий Прутяну         | Оргеевский район (округ № 271—278)                    | учитель средней школы села Пересечино                                                                             |
| Надежда Брынзан         | Резинский район (округ № 279—283)                     | заместитель главного врача Резинской районной больницы                                                            |
| Николай Костин          | Резинский район (округ № 279—283)                     | преподаватель кафедры политологии Кишинёвского государственного университета имени В. И. Ленина                   |
| Василий Доменти         | Резинский район (округ № 279—283)                     | первый секретарь Резинского районного комитета КПМ                                                                |
| Николай Прока           | Резинский район (округ № 279—283)                     | второй секретарь Резинского районного комитета КПМ                                                                |
| Тудор Цопа              | Резинский район (округ № 279—283)                     | главный редактор газеты «Социалистическая Молдова»                                                                |
| Евгений Бердников       | Рыбницкий район (округ № 284—286)                     | первый секретарь Рыбницкого районного комитета КПМ                                                                |
| Владимир Гончар         | Рыбницкий район (округ № 284—286)                     | председатель колхоза «Путь к коммунизму» села Попенки                                                             |
| Михай Малай             | Рыбницкий район (округ № 284—286)                     | начальник Рыбницкого дорожно-строительного управления                                                             |
| Семён Бадражан          | Рышканский район (округ № 287—294)                    | председатель колхоза села Почумбены                                                                               |
| Михай Бежан             | Рышканский район (округ № 287—294)                    | председатель колхоза села Костешты                                                                                |
| Валерий Дарабан         | Рышканский район (округ № 287—294)                    | начальник подразделения Комитета государственной безопасности Молдавской ССР                                      |
| Дмитрий Гуцу            | Рышканский район (округ № 287—294)                    | первый секретарь Рышканского районного комитета КПМ                                                               |
| Валентин Мындыкану      | Рышканский район (округ № 287—294)                    | корреспондент Союза писателей СССР                                                                                |
| Михаил Сыромятников     | Рышканский район (округ № 287—294)                    | председатель колхоза села Лядовены                                                                                |
| Сергей Титу             | Рышканский район (округ № 287—294)                    | главный агроном села Лядовены                                                                                     |
| Антон Спыну             | Рышканский район (округ № 287—294)                    | заведующий кафедрой Кишинёвского государственного медицинского института                                          |
| Василий Бабой           | Слободзейский район (округ № 295—305)                 | председатель колхоза Первомайска                                                                                  |
| Борис Бризицкий         | Слободзейский район (округ № 295—305)                 | председатель колхоза села Копанка                                                                                 |
| Александр Булычев       | Слободзейский район (округ № 295—305)                 | учёный-агроном, заведующий лабораторией агрохимии межколхозсада «Памяти Ильича»                                   |
| Михаил Кодин            | Слободзейский район (округ № 295—305)                 | начальник отдела пропаганды ЦК КПМ                                                                                |
| Василий Граф            | Слободзейский район (округ № 295—305)                 | председатель колхоза села Чобручи                                                                                 |
| Владимир Лабунский      | Слободзейский район (округ № 295—305)                 | председатель колхоза «имени Свердлова» села Суклея                                                                |
| Ион Лука                | Слободзейский район (округ № 295—305)                 | секретарь Слободзейского районного комитета КПМ                                                                   |
| Пётр Настасюк           | Слободзейский район (округ № 295—305)                 | председатель колхоза «имени Ленина» села Парканы                                                                  |
| Фёдор Нирян             | Слободзейский район (округ № 295—305)                 | председатель Слободзейского районного Совета народных депутатов                                                   |
| Николай Остапенко       | Слободзейский район (округ № 295—305)                 | председатель исполнительного комитета Слободзейского районного Совета народных депутатов                          |
| Анатолий Саламандык     | Слободзейский район (округ № 295—305)                 | старший инженер, начальник газовых котелен                                                                        |
| Жорж Криско             | Сорокский район (округ № 306—311)                     | председатель правления «Авангард»                                                                                 |
| Илья Мокану             | Сорокский район (округ № 306—311)                     | первый секретарь Сорокского районного комитета КПМ                                                                |
| Виктор Павлик           | Сорокский район (округ № 306—311)                     | агроном |
| Николай Робу            | Сорокский район (округ № 306—311)                     | инженер |
| Пётр Сандулаки          | Сорокский район (округ № 306—311)                     | историк, научный сотрудник Академии наук Молдавской ССР                                                           |
| Елисей Секриеру         | Сорокский район (округ № 306—311)                     | судья Сорокского народного суда                                                                                   |
| Николай Алексей         | Страшенский район (округ № 312—319)                   | инспектор ГАИ Страшен                                                                                             |
| Илья Брату              | Страшенский район (округ № 312—319)                   | арендатор в совхозе «Бируинца» села Кожушна                                                                       |
| Мирча Друк              | Страшенский район (округ № 312—319)                   | генеральный директор Национального центра экономического сотрудничества с зарубежными странами                    |
| Теодор Могылдя          | Страшенский район (округ № 312—319)                   | учёный-агроном села Зубрешты                                                                                      |
| Александр Мошану        | Страшенский район (округ № 312—319)                   | декан исторического факультета Кишинёвского государственного университета имени В. И. Ленина                      |
| Михаил Поятэ            | Страшенский район (округ № 312—319)                   | заместитель министра культуры Молдавской ССР, президент Государственного концерна «Молдова-фильм»                 |
| Ион Цуркану             | Страшенский район (округ № 312—319)                   | главный редактор издательства «Молдавская книга»                                                                  |
| Иван Ватаман            | Страшенский район (округ № 312—319)                   | заведующий лабораторией Института химии Академии наук Молдавской ССР                                              |
| Дмитрий Брашовяну       | Суворовский район (округ № 320—326)                   | судья Верховного суда Молдавской ССР                                                                              |
| Валерий Чиботару        | Суворовский район (округ № 320—326)                   | адвокат юридической ассоциации «Plai»                                                                             |
| Дмитрий Кройтор         | Суворовский район (округ № 320—326)                   | священник |
| Николай Гросу           | Суворовский район (округ № 320—326)                   | экономист совхоза «Мичурин» села Талмаз                                                                           |
| Ион Лапач               | Суворовский район (округ № 320—326)                   | главный экономист совхоза села Чобурчи                                                                            |
| Николай Малаки          | Суворовский район (округ № 320—326)                   | председатель колхоза села Волонтировка                                                                            |
| Василий Вартик          | Суворовский район (округ № 320—326)                   | председатель колхоза села Фештелица                                                                               |
| Дмитрий Череш           | Тараклийский район (округ № 327—330)                  | председатель Тараклийского районного исполнительного комитета                                                     |
| Кирилл Дарманчев        | Тараклийский район (округ № 327—330)                  | председатель колхоза                                                                                              |
| Георгий Некит           | Тараклийский район (округ № 327—330)                  | первый секретарь Тараклийского районного комитета КПМ                                                             |
| Георгий Сюмбели         | Тараклийский район (округ № 327—330)                  | председатель колхоза                                                                                              |
| Тудор Лефтер            | Теленештский район (округ № 331—336)                  | председатель Теленештского районного исполнительного комитета                                                     |
| Андрей Мунтяну          | Теленештский район (округ № 331—336)                  | священник |
| Василий Нэстасе         | Теленештский район (округ № 331—336)                  | начальник отдела газеты «Молодёжь Молдовы»                                                                        |
| Михай Стражеску         | Теленештский район (округ № 331—336)                  | преподаватель математики средней школы села Вережены                                                              |
| Ион Табиикэ             | Теленештский район (округ № 331—336)                  | председатель колхоза села Пиструены                                                                               |
| Анатолий Цэрану         | Теленештский район (округ № 331—336)                  | историк, научный сотрудник Академии наук Молдавской ССР                                                           |
| Василий Басок           | Унгенский район (округ № 337—343)                     | председатель колхоза села Макарешты                                                                               |
| Михай Кошкодан          | Унгенский район (округ № 337—343)                     | ректор Тираспольского государственного педагогического института имени Т. Г. Шевченко                             |
| Валерий Жардан          | Унгенский район (округ № 337—343)                     | невролог Унгенской районной больницы                                                                              |
| Михай Пэтраш            | Унгенский район (округ № 337—343)                     | учитель |
| Константин Сахановский  | Унгенский район (округ № 337—343)                     | первый секретарь Унгенского районного комитета КПМ                                                                |
| Дмитрий Тодорой         | Унгенский район (округ № 337—343)                     | заведующий кафедрой Кишинёвского сельскохозяйственного института имени М. В. Фрунзе                               |
| Виктор Ункуцэ           | Унгенский район (округ № 337—343)                     | главный врач Унгенской районной больницы                                                                          |
| Григорий Бордеяну       | Фалештский район (округ № 344—351)                    | декан факультета Кишинёвского политехнического института имени Сергея Лазо                                        |
| Михаил Гончаренко       | Фалештский район (округ № 344—351)                    | председатель колхоза села Марандены                                                                               |
| Дмитрий Моцпан          | Фалештский район (округ № 344—351)                    | председатель колхоза «Путь Ленина»                                                                                |
| Михай Попович           | Фалештский район (округ № 344—351)                    | председатель колхоза села Катранык                                                                                |
| Андрей Руснак           | Фалештский район (округ № 344—351)                    | начальник «ПМК-7»                                                                                                 |
| Георгий Слабу           | Фалештский район (округ № 344—351)                    | доцент Кишинёвского сельскохозяйственного института имени М. В. Фрунзе                                            |
| Василий Урсаки          | Фалештский район (округ № 344—351)                    | председатель колхоза села Изворы                                                                                  |
| Михай Волонтир          | Фалештский район (округ № 344—351)                    | художественный руководитель Бельцкого драматического театра                                                       |
| Ион Косташ              | Флорештский район (округ № 352—358)                   | генерал-майор авиации, председатель ДОСААФ Молдавской ССР                                                         |
| Анатолий Кирияк         | Флорештский район (округ № 352—358)                   | руководитель редакции радиомузыки Гостелерадио Молдавской ССР                                                     |
| Сергей Маня             | Флорештский район (округ № 352—358)                   | председатель молочного хозяйства села Багринешты                                                                  |
| Михаил Русу             | Флорештский район (округ № 352—358)                   | секретарь Флорештского районного комитета КПМ                                                                     |
| Людмила Скальная        | Флорештский район (округ № 352—358)                   | председатель президиума Молдавского общества дружбы                                                               |
| Анатолий Шарагов        | Флорештский район (округ № 352—358)                   | директор автомобильной базы № 14                                                                                  |
| Виктор Токан            | Флорештский район (округ № 352—358)                   | первый секретарь Флорештского районного комитета КПМ                                                              |
| Фёдор Ангели            | Чадыр-Лунгский район (округ № 359—364)                | директор Молдавского информационного агентства                                                                    |
| Владимир Капанджи       | Чадыр-Лунгский район (округ № 359—364)                | врач-психиатр |
| Фёдор Карапунарлы       | Чадыр-Лунгский район (округ № 359—364)                | главный инженер села Баурчи                                                                                       |
| Василий Костов          | Чадыр-Лунгский район (округ № 359—364)                | учёный-агроном |
| Степан Курогло          | Чадыр-Лунгский район (округ № 359—364)                | историк |
| Пётр Паскарь            | Чадыр-Лунгский район (округ № 359—364)                | учёный-агроном, Председатель Совета министров Молдавской ССР                                                      |
| Сергей Аргату           | Шолданештский район (округ № 365—368)                 | председатель колхоза села Кобыльня                                                                                |
| Зосим Бодю              | Шолданештский район (округ № 365—368)                 | первый секретарь Шолданештского районного комитета КПМ                                                            |
| Валентин Бурдюжа        | Шолданештский район (округ № 365—368)                 | председатель Шолданештского районного исполнительного комитета                                                    |
| Виктор Рябчич           | Шолданештский район (округ № 365—368)                 | председатель Госагропрома Молдавской ССР                                                                          |
| Иову Бивол              | Чимишлийский район (округ № 369—373)                  | агроном села Юрьевка                                                                                              |
| Андрей Кубасов          | Чимишлийский район (округ № 369—373)                  | председатель колхоза села Гура-Галбеней                                                                           |
| Пётр Гричук             | Чимишлийский район (округ № 369—373)                  | первый секретарь Чимишлийского районного комитета КПМ                                                             |
| Тудор Негру             | Чимишлийский район (округ № 369—373)                  | доцент юридического факультета Кишинёвского государственного университета имени В. И. Ленина                      |
| Игнат Василаки          | Чимишлийский район (округ № 369—373)                  | методист Дворца пионеров                                                                                          |
| Афанасий Кекиу          | Яловенский район (округ № 374—380)                    | директор опытно-фермерского хозяйства «Ленин» села Бачой                                                          |
| Михаил Которобай        | Яловенский район (округ № 374—380)                    | преподаватель кафедры права юридического факультета Кишинёвского государственного университета имени В. И. Ленина |
| Георгий Ефрос           | Яловенский район (округ № 374—380)                    | начальник отдела переработки винограда Яловенского винодельческого комбината                                      |
| Пётр Солтан             | Яловенский район (округ № 374—380)                    | директор Института планирования при Госплане Молдавской ССР                                                       |
| Анатолий Шалару         | Яловенский район (округ № 374—380)                    | научный сотрудник Молдавского научно-исследовательского института гигиены и эпидемиологии                         |
| Антон Теренте           | Яловенский район (округ № 374—380)                    | второй секретарь Яловенского районного комитета КПМ                                                               |
| Андрей Вартик           | Яловенский район (округ № 374—380)                    | художественный руководитель Театра имени А. Матеевича                                                             |